# Растяпинская забава
Растяпинская забава — керамическая миниатюра о прошлом маленького местечка Нижегородской губернии по названию Растяпино.
Начало создания коллекции 1988—1989 гг. Шаржированные персонажи начала XX века, жители посёлка Растяпино. В коллекции Растяпинская забава более 500 персонажей. В состав коллекции входят элементы интерьеров, животные, деревья, предметы быта.
Растяпинская забава это своеобразный конструктор, которым можно воссоздать шаржированные сценки быта России начала XX века. Растяпинская забава тиражируется и растекается маленькими ручейками по земле, рассказывая о быте, нравах, событиях народа на примере жителей посёлка Растяпино.
Периоды, которые иллюстрирует Растяпинская забава:
- Эпоха Николая второго
- Эпоха В. И. Ленина
- Эпоха И. В. Сталина. С 1900 по 1930 года.

В городе Дзержинск, Нижегородской области есть авторский музей Растяпинской забавы, в котором представлена вся коллекция именованной керамической миниатюры. В музее собраны сценки жизни растяпинцев. Доходчиво и с юмором представлена растяпинская свадьба, сценки охоты, рыбалки, зимних забав. Отражены времена года, исторические события, исторические личности.